# Моя любовь наедине с прошлым
Моя любовь наедине с прошлым (исп. Mi amor frente al pasado) — мексиканская мелодраматическая теленовелла с элементами драмы 1960 года производства Telesisistema Mexicano.

## Синопсис
Сюжет телесериала разворачивается на отношениях героев Сильвии Дербес и Хоакина Кордеро и ещё четырёх героев.

## Создатели телесериала

### В ролях
- Сильвия Дербес
- Хоакин Кордеро
- Анита Бланч
- Лулу Парга
- Манола Сааведра
- Роберто Каньедо

### Административная группа
- оригинальный текст — Кенья Переа
- музыкальная тема заставки — Un hombre... una mujer
- автор музыки — Франсис Лай